# ФК Даринг Клуб Моленбек
Ройал Даринг Клуб Моленбек (Royal Daring Club Molenbeek), или просто Моленбек, е белгийски футболен отбор от Брюксел. През 1973 година клубът се обединява с РВД Моленбек и оттогава не съществува.

## История
Клубът е създаден през 1895 година като Даринг Клуб де Брюксел и е вторият клуб, който е регистриран в Асоциация белгийския футбол.
Даринг Брюксел се образува през 1895 г. и след сливането на други местни клубове през 1920 г. те се преименуват Ройал Даринг Клуб Моленбек.
Екипът променя името си на Ройал Даринг Клуб де Брюксел през 1950. Двадесет години по-късно името най-накрая се променя на Ройал Даринг Клуб Моленбек преди клубът да се слее с Ройал Расинг Уайт, за да се превърне в РВД Моленбек през 1973 г.

## Успехи
- Белгийска Про Лига
  - Шампион (5): 1911/12, 1913/14, 1920/21, 1935/36, 1936/37
  - Вицешампион (4): 1908/09, 1912/13, 1933/34, 1937/38
- Купа на Белгия
  - Носител (1): 1934/35
  - Финалист (1): 1969/70
- Белгийска втора лига
  - Шампион (2): 1954/55, 1958/59